# Asschierska huset

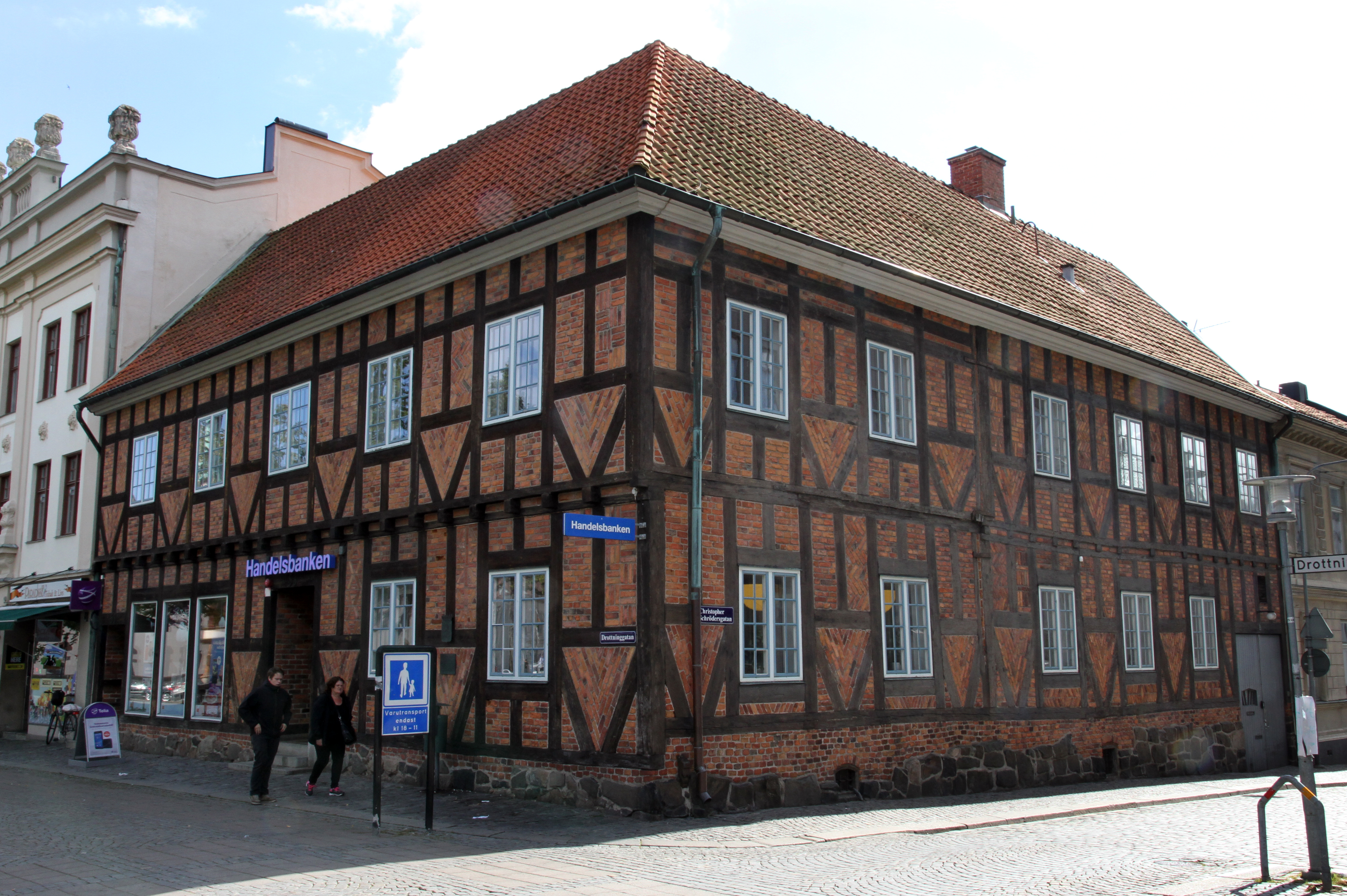
Asschierska huset

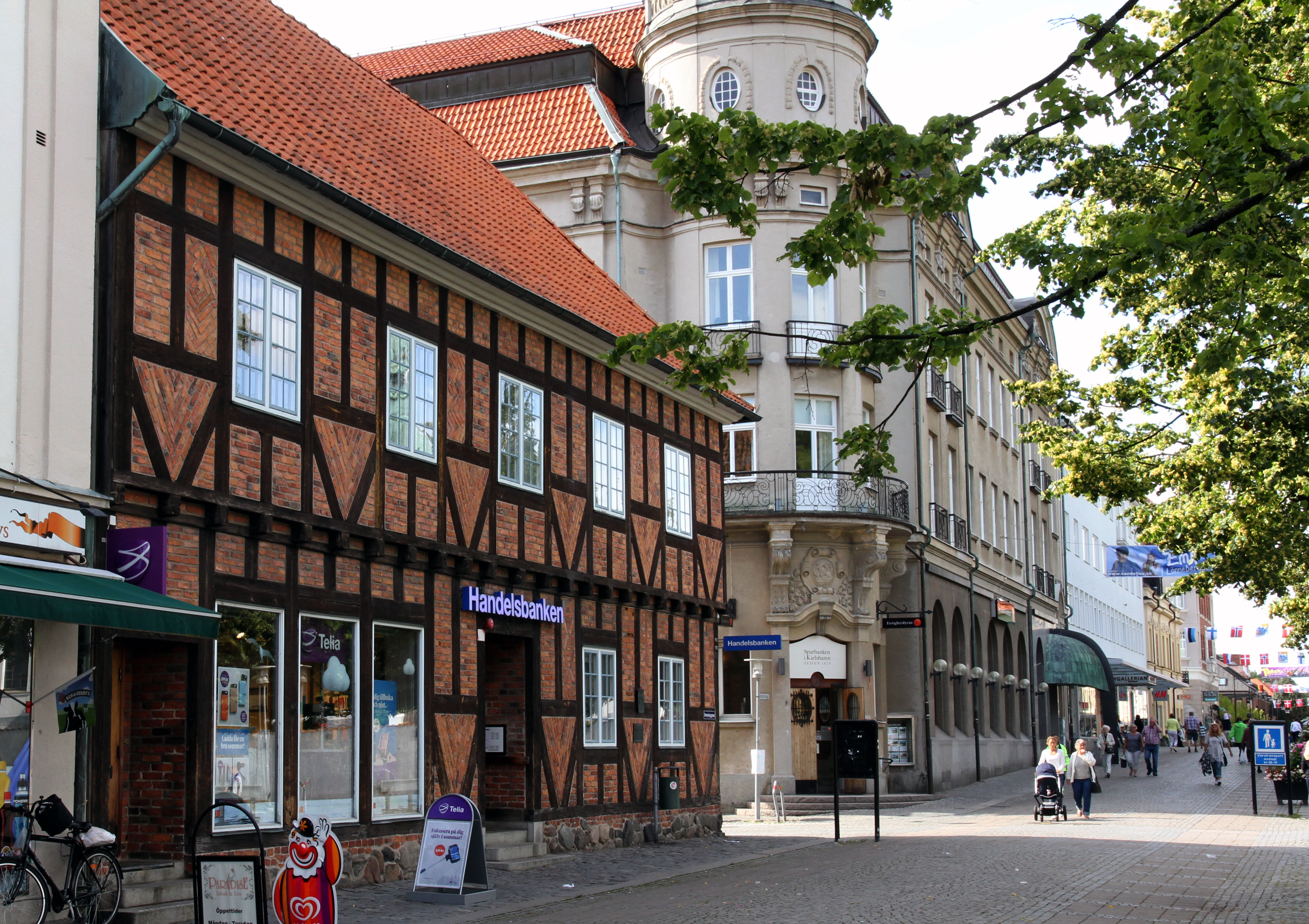
Asschierska huset

Asschierska huset är ett korsvirkeshus vid Stortorget i Karlshamn, byggt 1682 som rådhus. Huset ligger i korsningen Christopher Schrödersgatan – Drottninggatan.

## Historia

### Rådhuset byggs
Byggnaden uppfördes 1682 som Karlshamns nya rådhus. Det gamla rådhuset, som var byggt 1670 vid nuvarande kyrkogårdens sydvästra hörn, brändes ner av danskarna 1678. Det nya rådhuset byggdes i korsvirkesteknik med tegelsten från ett närliggande tegelbruk så att det skulle vara svårare att bränna ner. De flesta hus i Karlshamn var då byggda helt i trä. I rådhuset inrättades även stadens häkte samt stadskällaren. Det byggdes också ett torn på taket med en klocka som skulle användas för att varna allmänheten bland annat vid eldsvådor.

### Huset blir bostad
Våren 1811 hade korsvirkeshuset blivit för trångt och förvaltningarna flyttades tvärs över Stortorget till Triblerska huset som nu skulle bli Karlshamns nya rådhus. Det gamla rådhuset såldes till brukspatron Gustaf Adolf Ekelund för att användas som bostad och några år senare såldes huset vidare till, den då 22-årige handelsmannen, Nils Johan August Lindahl.

### Asschier flyttar in
1848 köptes huset av Jonas Theodor Asschier som startade en kommissions- och speditionsfirma. Vid denna tiden fick de flesta trähus i Karlshamn ett lager med kalkputs utanpå fasaden. Detta gjordes även på Asschierska huset som då blev mer likt övriga hus i närheten.

### Järnhandeln öppnar
1883 avled Asschier och sonen John Asschier tog över både firman och huset. Han ändrade firmans inriktning och tillsammans med J A Johannson öppnade han 1885 en järnhandel.

### Eldsvådan
Natten mellan den 9 och 10 januari 1912 utbröt en eldsvåda i handlare Ludvig Nilssons fastighet vid Stortorget. Elden spred sig till fastigheterna runt om som blev totalförstörda. Det var 17 minusgrader ute så det tog en hel timme innan man eldat så varmt under ångsprutorna att de kunde användas. Asschierska huset klarade sig med endast mindre skador efter ingripanden från tillskyndande privatpersoner. Vid renoveringen som följde efter branden spikades brädor upp utanpå fasadputsen så att huset skulle se ut som ett korsvirkeshus.
John Asschier dog 1929 men då var järnhandeln ombildad till aktiebolag och övriga aktieägare valde att fortsätta verksamheten i fastigheten.

### Tillströms pappershandel
Runt 1922 öppnade även Oscar Tillströms pappershandel i husets hörnlokal. Det gjorde att hörnan ofta kallades för ”Tillströms hörna” av Karlshamnsborna. 1952 dog Oscar Tillström och hans änka orkade inte driva verksamheten utan pappershandeln lades ner några år senare. Tillströms lokaler övertogs då av Asschiers järnhandel.

### Renoveras
I mitten av 1950-talet såldes fastigheten till Svenska Handelsbanken som 1957 beslöt att renovera huset och försöka återställa till så ursprungligt skick som möjligt. Under ledning av arkitekten Kjell Westin restaurerades huset och 1959 kunde man åter se den gamla korsvirkesfasaden. Efter renoveringen öppnade Handelsbanken ett bankkontor i hörnlokalen.

### Järnhandeln flyttar
Asschiers järn flyttade i början av 1980-talet ut från fastigheten till större och modernare lokaler vid Karlshamns norra infart. I järnhandelns lokaler öppnade istället Televerket en telebutik.

### Byggnadsminne
Huset som förklarades som byggnadsminne den 1 november 1982 av Länsstyrelsen i Blekinge län, ägs idag (2015) av Benny Nilsson Byggnads AB.